# Liste des édifices labellisés « Patrimoine du XXe siècle » de Bordeaux
 (avril 2016).
Si vous disposez d'ouvrages ou d'articles de référence ou si vous connaissez des sites web de qualité traitant du thème abordé ici, merci de compléter l'article en donnant les références utiles à sa vérifiabilité et en les liant à la section « Notes et références ».
Les édifices n’aillant pas le titre de Monuments historiques peuvent être labellisés sous la dénomination suivante :  “Patrimoine du XXe siècle” créé en 1999. C’est aujourd’hui devenu le label Architecture contemporaine remarquable depuis 2016. Les édifices labellisés doivent être un ouvrage architectural : immeubles, grands ensembles, ouvrage d’art…
La liste des édifices labellisés « Patrimoine du XXe siècle » de Bordeaux recense les édifices ayant reçu le label « Patrimoine du XXe siècle » dans la ville de Bordeaux en Gironde en France. Au 6 avril 2016, ils sont au nombre de 11.

## Liste
| Monument                                   | Adresse                      | Coordonnées                        | Notice         | Protection | Date         | Illustration                               |
| ------------------------------------------ | ---------------------------- | ---------------------------------- | -------------- | ---------- | ------------ | ------------------------------------------ |
| Maison agence Ferret (Bordeaux)            | 80 avenue Carnot             | à géolocaliser                     | « EA33000001 » |            | 15 mars 2007 | Image manquante Téléverser                 |
| Ancien centre de tri Saint-Jean (Bordeaux) | 2 bis rue Charles-Domercq    | à géolocaliser                     | « EA33000002 » |            | 15 mars 2007 | Ancien centre de tri Saint-Jean (Bordeaux) |
| Salle des fêtes La Pergola (Caudéran)      | ue Fernand-Cazeres           | à géolocaliser                     | « EA33000003 » |            | 15 mars 2007 | Image manquante Téléverser                 |
| Collège Francisco Goya (Bordeaux)          | 56 rue du Commandant-Arnould | à géolocaliser                     | « EA33000004 » |            | 15 mars 2007 | Image manquante Téléverser                 |
| Salle des fêtes de Bacalan                 | place Adolphe-Buscaillet     | à géolocaliser                     | « EA33000005 » |            | 15 mars 2007 | Image manquante Téléverser                 |
| Stade Chaban-Delmas                        | place Johnston               | 44° 49′ 45″ nord, 0° 35′ 54″ ouest | « EA33000006 » |            | 15 mars 2007 | Stade Chaban-Delmas                        |
| Caserne des pompiers de la Benauge         | 1, rue de la Benauge         | 44° 50′ 21″ nord, 0° 33′ 30″ ouest | « EA33000007 » |            | 15 mars 2007 | Caserne des pompiers de la Benauge         |
| Salle des fêtes du Grand Parc              | 39 cours de Luze             | 44° 51′ 23″ nord, 0° 34′ 43″ ouest | « EA33000008 » |            | 15 mars 2007 | Image manquante Téléverser                 |
| École nationale de la magistrature         | 10 rue des Frères-Bonie      | 44° 50′ 12″ nord, 0° 34′ 45″ ouest | « EA33000009 » |            | 15 mars 2007 | École nationale de la magistrature         |
| Établissement Calvet (Bordeaux)            | 75 cours du Médoc            | à géolocaliser                     | « EA33000010 » |            | 15 mars 2007 | Image manquante Téléverser                 |
| Tribunal judiciaire de Bordeaux            | 30 rue des Frères-Bonie      | à géolocaliser                     | « EA33000011 » |            | 15 mars 2007 | Tribunal judiciaire de Bordeaux            |

## Sources et références
- « Patrimoine du XXe siècle Région Aquitaine », sur culture.gouv.fr, 6 avril 2016

1. ↑  ministère de la culture, « Label Architecture contemporaine remarquable »

```
BERJOT, Vincent (al.),
Monumental. Chantiers/ Actualités. Dossier Bordeaux
, 
Revue scientifique et technique des monuments historiques
, édition du patrimoine, Paris, semestre 2, 2016.
```